# Demilitariserad zon
En demilitariserad zon (DMZ) är ett område där militära styrkor och installationer förbjudits genom nationellt beslut eller internationellt fördrag. Det ska inte gå att använda området som bas för ett militärt angrepp. Det finns dock inget som hindrar strider i området när väl ett krig brutit ut. När demilitariserade zoner upprättats enligt mellanstatliga fördrag, blir alltså den enskilda statens suveränitet över territoriet ifråga villkorad. I vilken omfattning varierar från fall till fall.
Enligt det första tilläggsprotokollet från 1977 till 1949 års Genèvekonvention om skydd för civilbefolkningen, är det möjligt att även efter ett krigsutbrott upprätta tillfälliga demilitariserade zoner där strider ännu inte äger rum. Även då är det nödvändigt med ömsesidiga överenskommelser. I samband med FN-insatser har sådana zoner upprättats bland annat i Kroatien 1992, runt Mostar i Bosnien och Hercegovina 1994 och i Kosovo 1999. Efter Kuwaitkrigets slut 1991 upprättade segrarmakterna USA, Storbritannien och Frankrike två flygförbudszoner i Irak: Över Kurdistan i norr och det shiamuslimska området i söder. Mot gränsen till Kuwait upprättades en helt demilitariserad zon.

## Historiska zoner
- I Parisfreden 1856 efter Krimkriget gjordes Svarta havet och dess kuster till en demilitariserad zon.
- En demilitariserad zon på en kilometer på vardera sidan om gränsen existerade också mellan Norge och Sverige efter unionsupplösningen 1905 fram till 1993 då den avskaffades gemensamt av de två länderna.
- Efter första världskriget så var all tysk mark väster om Rhen samt 50 km öster om den demilitariserad i enlighet med Versaillesfreden (1919). År 1936 remilitariserades området av Tyskland.

## Nutida zoner
Åland och Antarktis är två områden vars politiska och folkrättsliga status vilar på internationella fördrag.
- Ålands demilitarisering kom till efter att Åland varit ockuperat av Frankrike och Storbritannien under Krimkriget. Åland gjordes till en demilitariserad zon genom Ålandsservitutet, en av bestämmelserna i Parisfreden 1856. Under första världskriget fick Ryssland nytt tillstånd att befästa öarna. Ålands tidigare status som demilitariserat återupprättades och skärptes något i Ålandskonventionen i Genève 1921, vilket även bekräftats i senare freder och fördrag (se vidare Ålands politiska status).
- Antarktisfördraget från 1959 gjorde Antarktis till demilitariserad zon.
- Efter Koreakriget upprättades Koreas demilitariserade zon vid 38:e breddgraden mellan Nord- och Sydkorea vid vapenstilleståndet 1953.
- Gröna linjen är FN:s buffertzon på Cypern. Linjen har delat Cypern sedan Turkiets invasion 1974 som följdes av att Nordcypern utropades som självständig stat.
- Sedan sexdagarskriget 1967 finns en demilitariserad zon mellan de av Israel ockuperade Golanhöjderna och Syrien.
- Mellan Marocko och de spanska exklaverna Ceuta och Melilla i Nordafrika finns instängslade demilitariserade zoner. Marocko gör anspråk på dessa städer.